# 蘇格蘭國立博物館
蘇格蘭國立博物館（英文：National Museums Scotland）是蘇格蘭的一家博物館。
苏格兰国立博物馆是苏格兰最受欢迎的旅游景点之一，在2019年它接待了超过221万名游客，在2021年接待了66万多名游客。

## 历史
成立於1985年，由苏格兰博物馆（Museum of Scotland）和皇家苏格兰博物馆（Royal Scottish Museum）合併而成，位於英國蘇格蘭愛丁堡市中心。蘇格蘭國立博物館的建築於1861年開始建設，1888年竣工。博物館分為兩部分，分別收藏與蘇格蘭關聯的文物和收集自世界各地的藏品。蘇格蘭國立博物館還收藏有世界首隻克隆羊多利的複製品。

## 外部連結
- 官方網站 （页面存档备份，存于）

1. ↑  . alva.org.uk.   [2022-07-06]. （原始内容存档于2012-03-07）.